# قعر كلبين
قعر كلبين قرية سوريّة تتبع إداريّاً لمحافظة حلب منطقة أعزاز ناحية أخترين، بلغ تعداد سكانها 618 نسمة حسب التعداد السكاني لعام 2004.